# Albert Engströms ateljé
Albert Engströms ateljé är ett byggnadsminnesmärkt hus i Uppland.

## Historia
Albert Engström ritade huset med hjälp av sin elev Carl Hagsten. Det stod klart 1907 på en klippa nära havet utanför Grisslehamn, något mindre än en halv kilometer från Albert Engströms bostad.
Ateljén är målad i Falu rödfärg på de södra och västra fasaderna, men är vitmålat på faserna mot öster och norr för att bättre tjäna som sjömärke. Albert  Engström hade huset som ateljé fram till sin död 1940 och det har lämnats orört sedan dess. 
Ateljén sköts av Albert Engström-sällskapet. Det är ett byggnadsminne sedan 1975.

## Fotogalleri

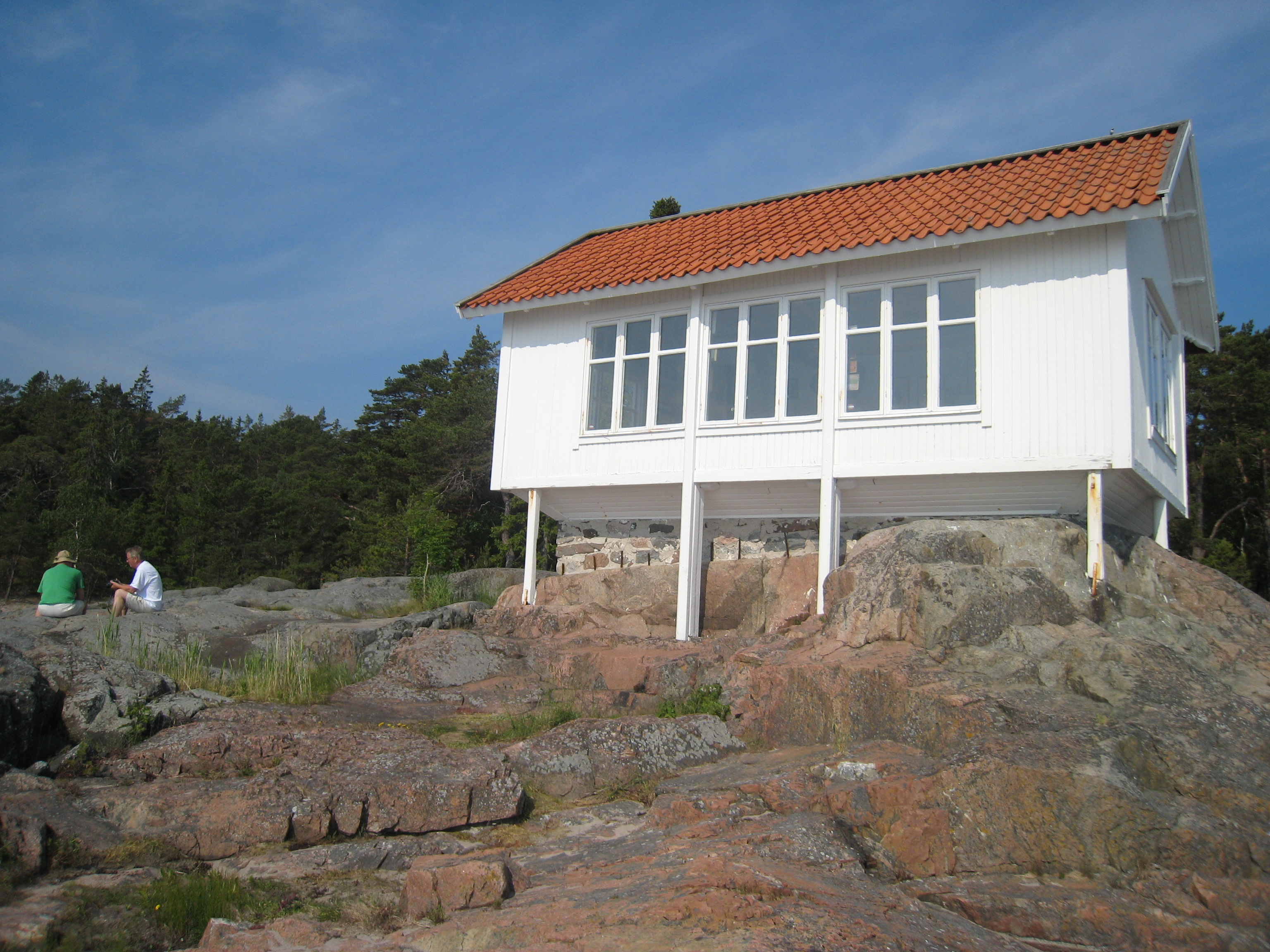
Ateljén från öster.
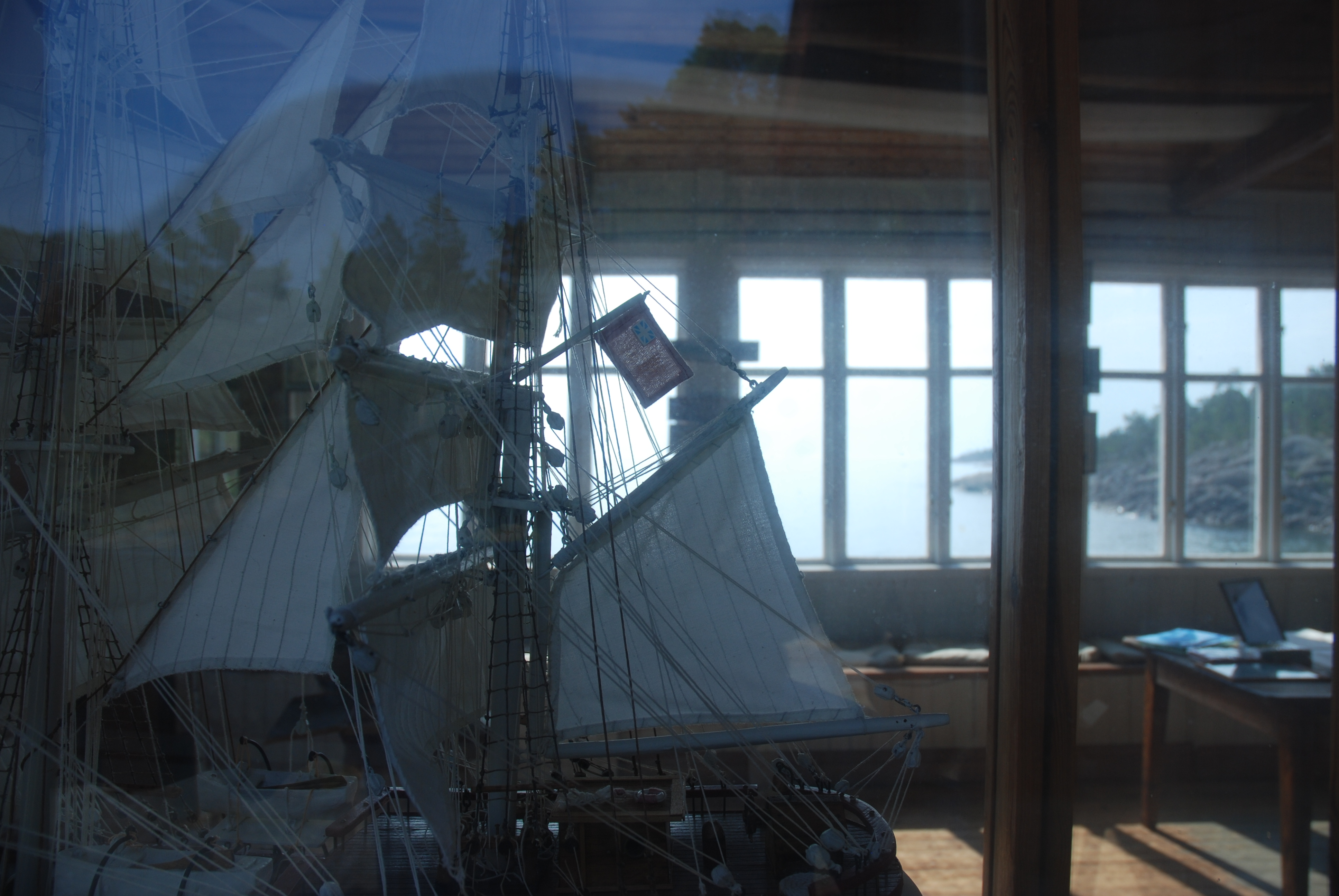
Interiör.
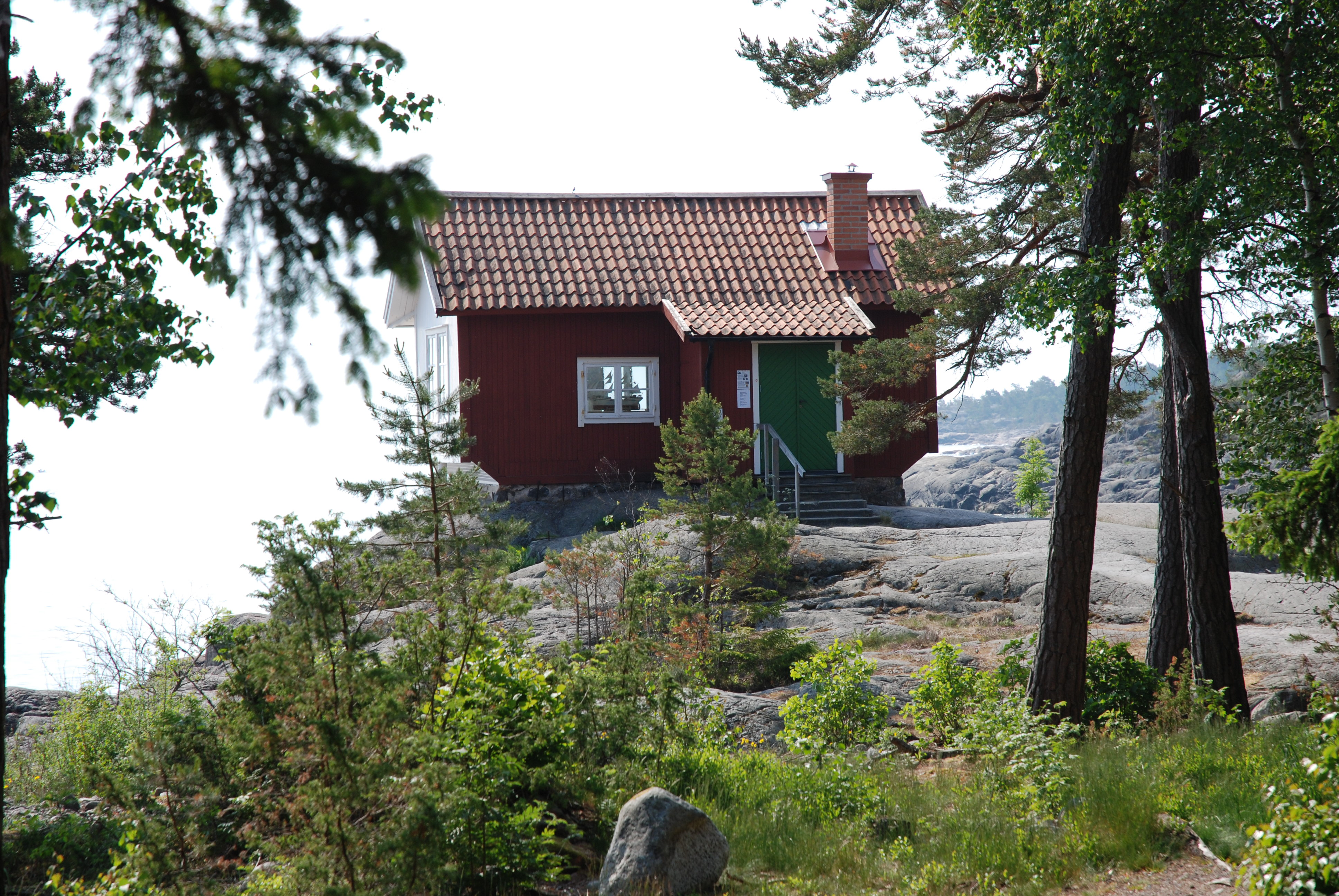
Ateljén från landsidan.
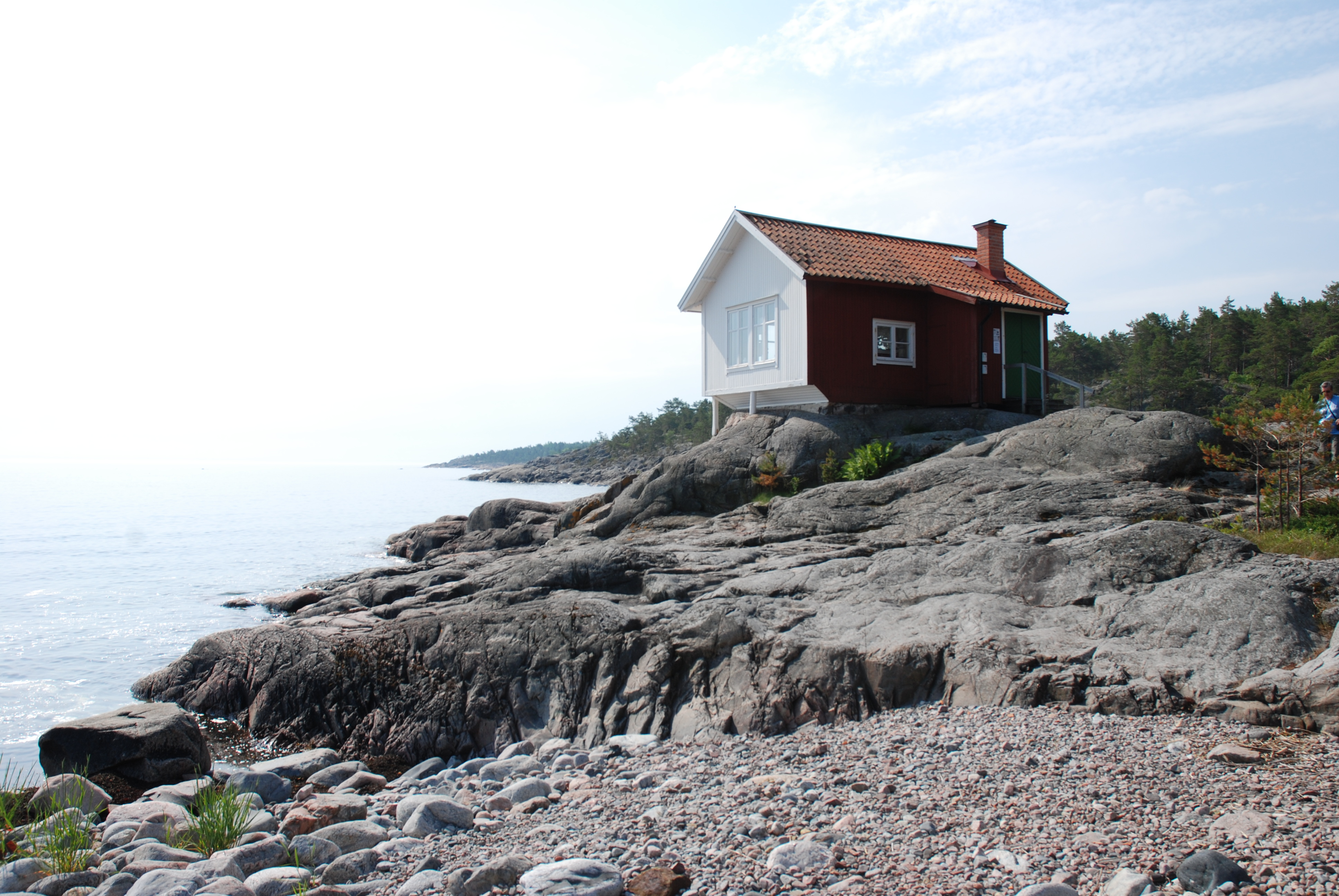
Ateljén från nordväst.
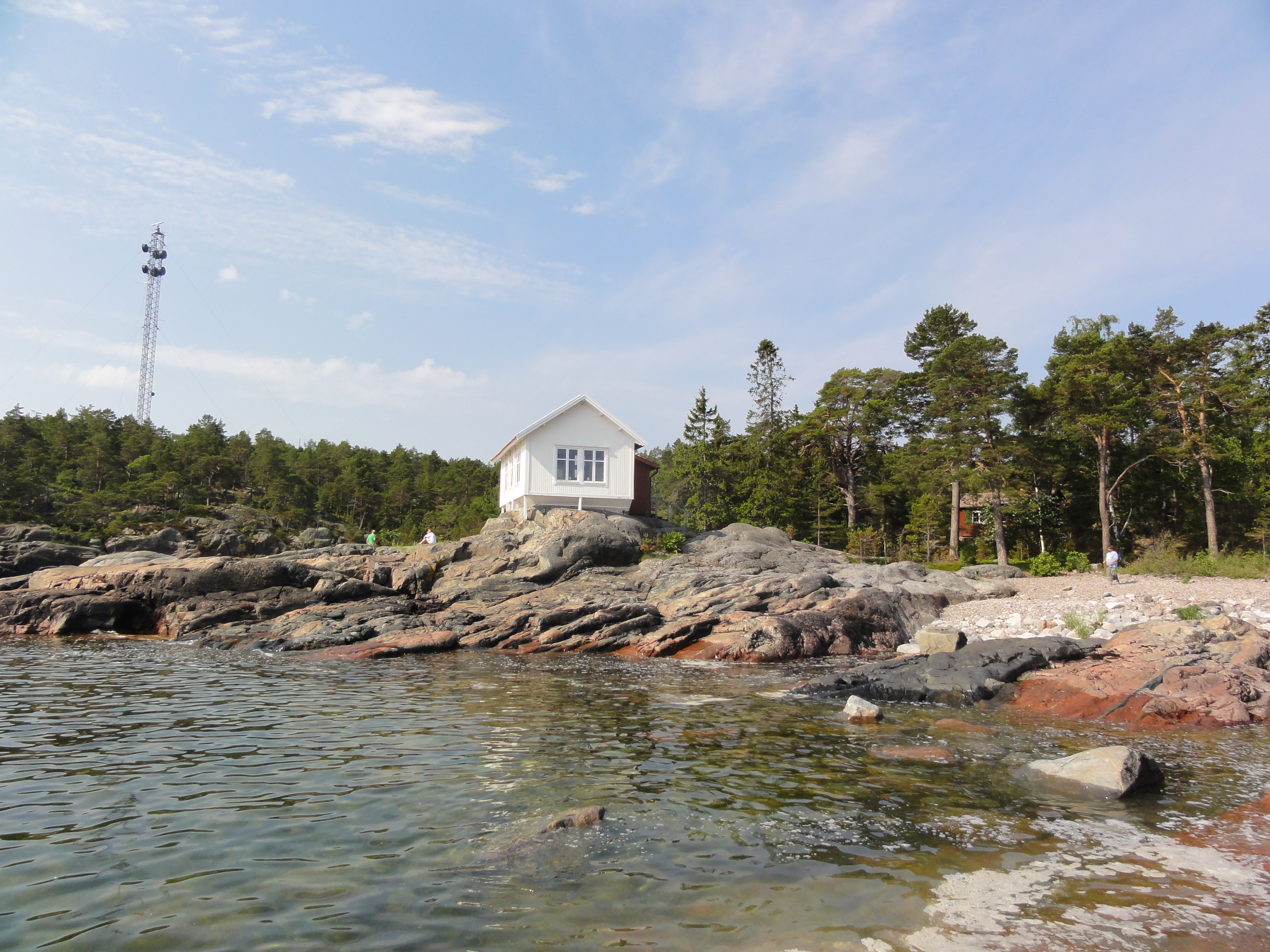
Ateljén från norr.
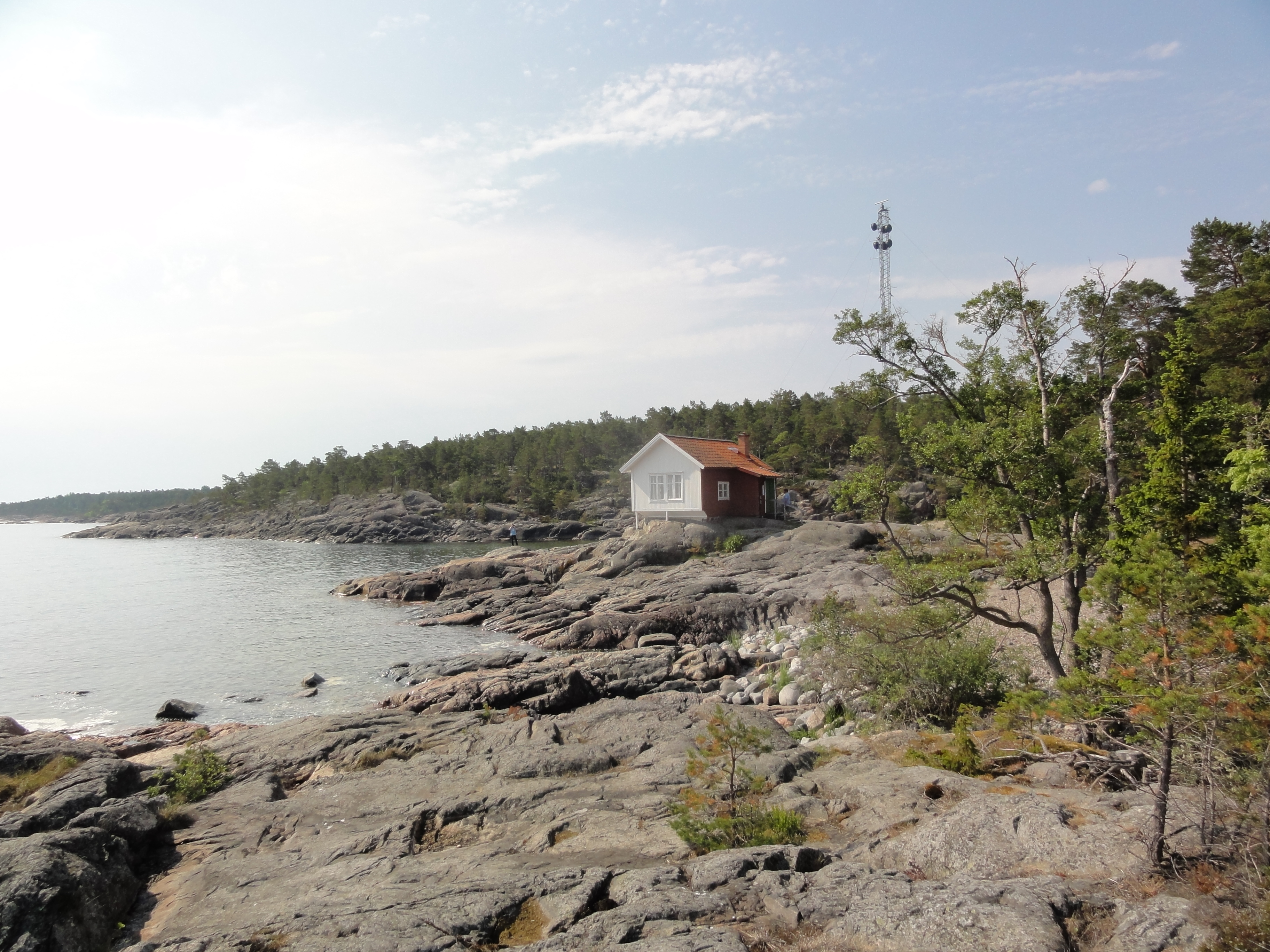
Ateljén från nordväst.